# غوستاف غارتنر
غوستاف غارتنر (بالألمانية: Gustav Gaertner)‏ (و. 1855 – 1937 م) هو طبيب، وأستاذ جامعي، وعالم أمراض نمساوي، ولد في باردوبيتسه، كان عضوًا في الأكاديمية الألمانية للعلوم ليوبولدينا، توفي في فيينا، عن عمر يناهز 82 عاماً.

## التعليم
تعلم في جامعة فيينا
.